# Lekythos

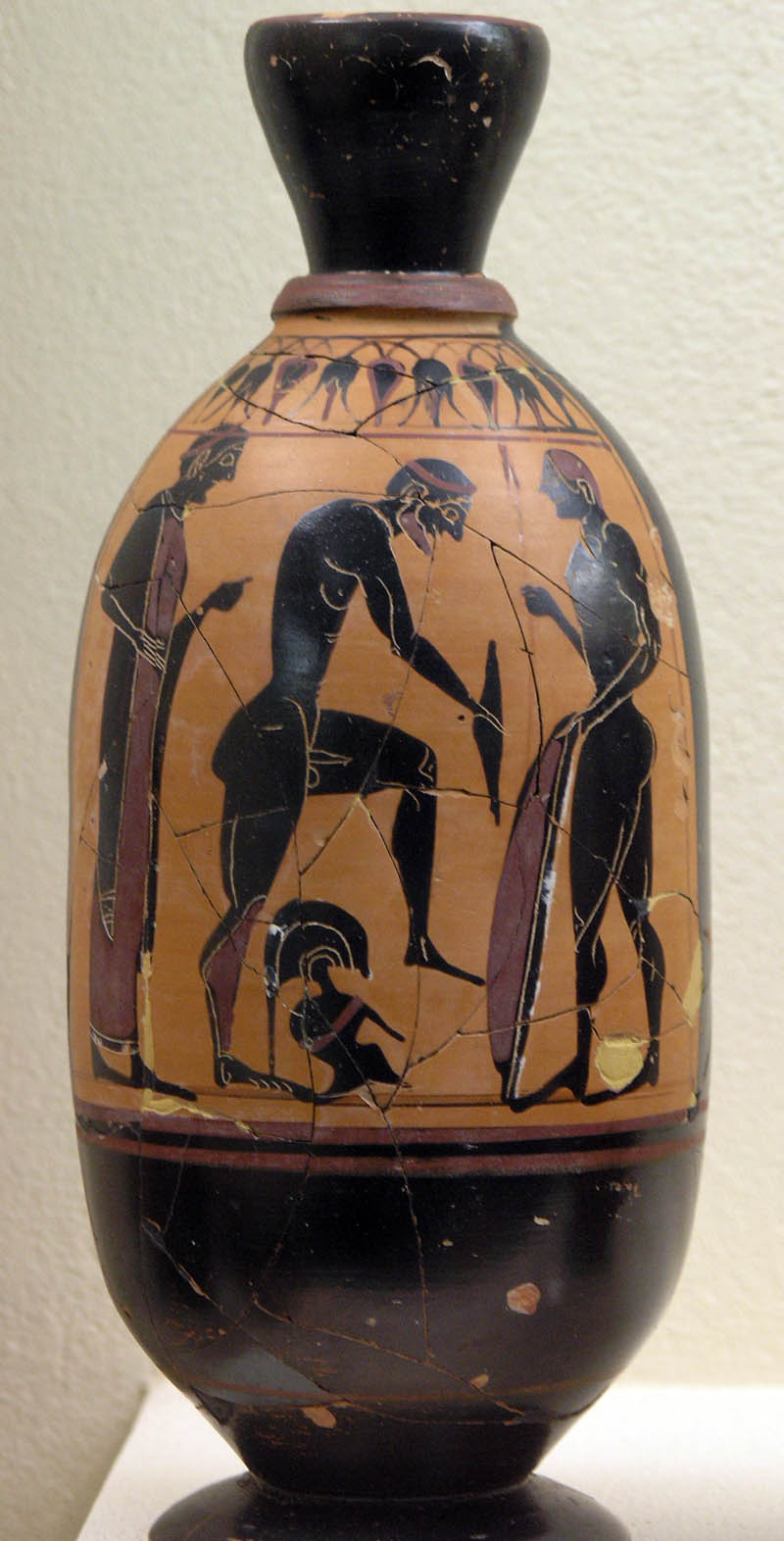
Een zwartfigurige lekythos.

Een lekythos (Gr. λήκυθος) was een Griekse oliekruik; ellipsvormig met een nauwe hals, een schenktuit, een gebogen handvat dat zich vanaf vlak onder de rand tot de plaats waar de kruik het grootst is uitreikt, de smalle onderkant eindigt op een voet (stabiliteit). Werd hoofdzakelijk gebruikt voor balsem en grafofferandes. De Nederlandse archeologe Emilie Haspels schreef een gedegen studie over "de zwartkleurige lekythos".

## Wetenswaardig
- In Kikkers van Aristofanes breekt Aischylos de verzen van Euripides af door elke gedeclameerde passage te onderbreken met "verloor zijn oliekruikje".